# Capnia nelsoni
Capnia nelsoni är en bäcksländeart som beskrevs av Boris C. Kondratieff och Baumann 2002. Capnia nelsoni ingår i släktet Capnia och familjen småbäcksländor. Inga underarter finns listade i Catalogue of Life.